# Іван Пилипенко
Іван Пилипенко (нар. до 1629 — пом. після 1688) — лохвицький сотник, лубенський наказний полковник.

## Біографія
Шляхтич. В Реєстрі 1649 р. козак Березанській сотні. Пізніше обіймав уряди лохвицького сотника (1660) та лубенського наказного полковника (1665). 
З 1677 р. військовий, а з 1688 р. значний військовий товариш Переяславського полку.

## Маєтності
В 1677 році як товариш переяславського полку отримав універсал від Івана Самойловича про дозвіл відновити млини на річці Недрі біля Березані:
|  | Іоанъ Самойловичъ, гетманъ з Войскомъ его царскаго пресвѣтлаго величества Запорожскимъ. Ознаймуемъ симъ нашимъ писанемъ кождому, кому о томъ вѣдати належатиметъ, а меновите пану полковникови переяславскому и всему старшому и меншому Войска его царскаго пресвѣтлого величества Запорозкого, въ томъ полку мѣшкаючому товариству, поневажъ Иванъ Пилипченко, товаршъ полку Переяславского, предъ тымъ за правами и конфирмациями антецессоровъ нашихъ прошлихъ Войска Запорозкого гетмановъ, под мѣстомъ Березаню на рецѣ Недрѣ мѣлъ два млины на едной греблѣ, власнимъ коштомъ своимъ и працею пофундованые, которые подъ часъ руины мѣста Переяславля спустѣли и южъ только мѣстца займають. Теды и теперь, склонившись мы на его суплѣку, о томъ до насъ донесенную, позволилисьмо ему на томъ же знову мѣстцу, на рецѣ Недрѣ, на тыхъ чотырохъ заставках своею жъ працею власною и коштомъ фундовати и пожитокъ собѣ привлащати. Зачемъ, абы кождый зъ старшины и чернѣ Войска его царского пресвѣтлого величества Запорозкого о той нашой виразной волѣ вѣдаючи, ему помененному Иванови Пилипенкови в реставрованю млиновъ на власномъ своемх кгрунтѣ нихто найменшой перешкоды и кривди чинити не важился, чого всего самъ панъ полковникъ переяславский дозрѣти повиненъ будетъ, пилно мѣти хочемъ и приказуемъ. Писанъ в Батуринѣ, априля 30, 1677. Звышменованный гетманъ, рукою власною. |

5 квітня 1682 р. продав город Переяславі за Гаркушиною башнею Петру Максимовичу.
В 1688 р. "респектуючи на строжитные праци к услуги" отримав від полковника Головченка підтвердження на млин на березанській греблі:
|  | Якимъ Головченко, полковникъ Войская их царского пресвѣтлого [величества] Запорожский переяславский. Ознаймуемъ сим нашим писаніемъ всякому, [кому] о томъ [вѣдати] належно, [иж] ми, респектуючи га старожитние пра[ци] и услуги пана Ивана Пилипенка, а теперъ на его [сына, березанского сотника], Михайла Иваненка, которій завше услуги войско[вие] нелѣніво ложить и нѣгди не услабляет войсковое ус[луги], теди млинокъ их в Березанѣ, на греблѣ стоячий, с [розмѣровими] з него приходами, имъ Ивану Пилипенку и его сыну Михайлови зо всѣмъ пожаемъ ку спокойному удерж[анню] и уживанню, с которого то млинка, аби нѣхто, такъ [з] старшини, яко и висланих наших полкових, потим поки сей нѣ у власти будетъ, нѣчого брати не важився, приказуемъ. В Переясловлю, июл 9, 1688 року. Звишменованный пол: пер:. |

## Родина
Його братом (за іншими даним родич) був наказний переяславський полковник Мартин Пилипенко, другий чоловік Ганни Золотаренко. 
Мав трьох дітей. З них менський та березанський сотник Михайло, і Ірина, дружина Івана Безбородька.